# アダニ・グループ
アダニ・グループ（英語: Adani Group、ヒンディー語: अदानी समूह）は、インド北西部、グジャラート州の州都アフマダーバードを拠点とする、インドの巨大コングロマリット。
1988年にゴータム・アダニが貿易会社として創業し、アダニ・エンタープライズを旗艦会社としている。グループは、港湾管理から鉱業、発電・送電、再生可能エネルギー、空港運営、天然ガス、食品加工、インフラなど、多様な事業を展開している。

## 概要
1988年、ポリマー商社を営んでいたアダニが、5インド・ルピーを資本金として貿易会社Adani Exports Limitedを設立（現在のアダニ・エンタープライズ）。農作物、繊維、金属など事業領域を広げる中で、あるとき同州カッチ地方にあるインド最大の塩田から塩を調達するという大口注文を抱えながらも、輸送がうまくいかず悪戦苦闘。そこで資産構築戦略の一環として、1995年にムンドラ港で港湾部門に参入。この港はアダニ・ポート・アンド・スペシャル・エコノミック・ゾーンの管理下に置かれ、インド最大の民間港湾であり、港の近くに経済特別区がつくられた。アダニ自身が「人生最大の転機の1つ」と言うように、これを機に飛躍し、石炭貿易、食品事業、電力事業、鉱業、再生エネルギー事業、空港運営などに次々と参入した。
アダニ・エンタープライズはインド最大の石炭貿易会社かつ炭鉱会社であり、アダニ・パワーは最大の民間電力会社である。
新興財閥ながら成長目覚ましく、2021年4月にアダニ・グループの時価総額は1000億ドルを超え、さらに2022年4月には2000億ドルを超え、リライアンス・インダストリーズとタタ・グループに次ぐインド第3のコングロマリットとなった。それに伴い、ゴータムの保有資産は、一時世界2位まで急浮上した。2022年11月にはタタ・グループを上回る2800億ドル（24兆インドルピー）に到達した。
しかし、2023年1月に空売り投資会社ヒンデンブルグ・リサーチが、グループは株価操作や不正会計などを長年続けているという旨の報告書を公表したことで、株価が急落。一時は約2週間で約9兆1千億ルピー（約14兆円）減少し、半分以下となった。これは「アダニ問題」として金融市場を揺らした。日本でも、大手運用会社が関連銘柄の組み入れ比率を公表するなど対応に追われる事態となった。アダニが一部借り入れを繰り上げ返済し、港湾部門が債務比率の改善を約束したことなどにより投資家懸念は後退し、株価も回復傾向を見せた。